# Tesla Model S
| weboldal            = www.tesla.com/hu_hu/models
A Tesla Model S egy elektromos meghajtású szedán kategóriájú autó.
2023-ban több lépésben, jelentősen csökkentették a Tesla Model S árát Magyarországon, aminek köszönhetően már 36 299 900 forinttól elérhetővé vált a Tesla Model S.

## Története
A Model S-t a Tesla Motors második modelljeként mutatták be 2009. március 26-án, kiszállítását pedig 2012 júniusában kezdték meg az Egyesült Államokban, majd 2013 augusztusában Európában is elkezdték forgalmazni. 2014 márciusában Norvégiában az autó az eladási listák első helyére került.
A Tesla Motors 2013-ra 20 000 Model S eladását tervezte, de ezt a tervet sikerült felülmúlniuk: közel 22 500 darabot adtak el az adott évben. 2014 októberének végére az eladott példányszám megközelítette az 50 000-et.

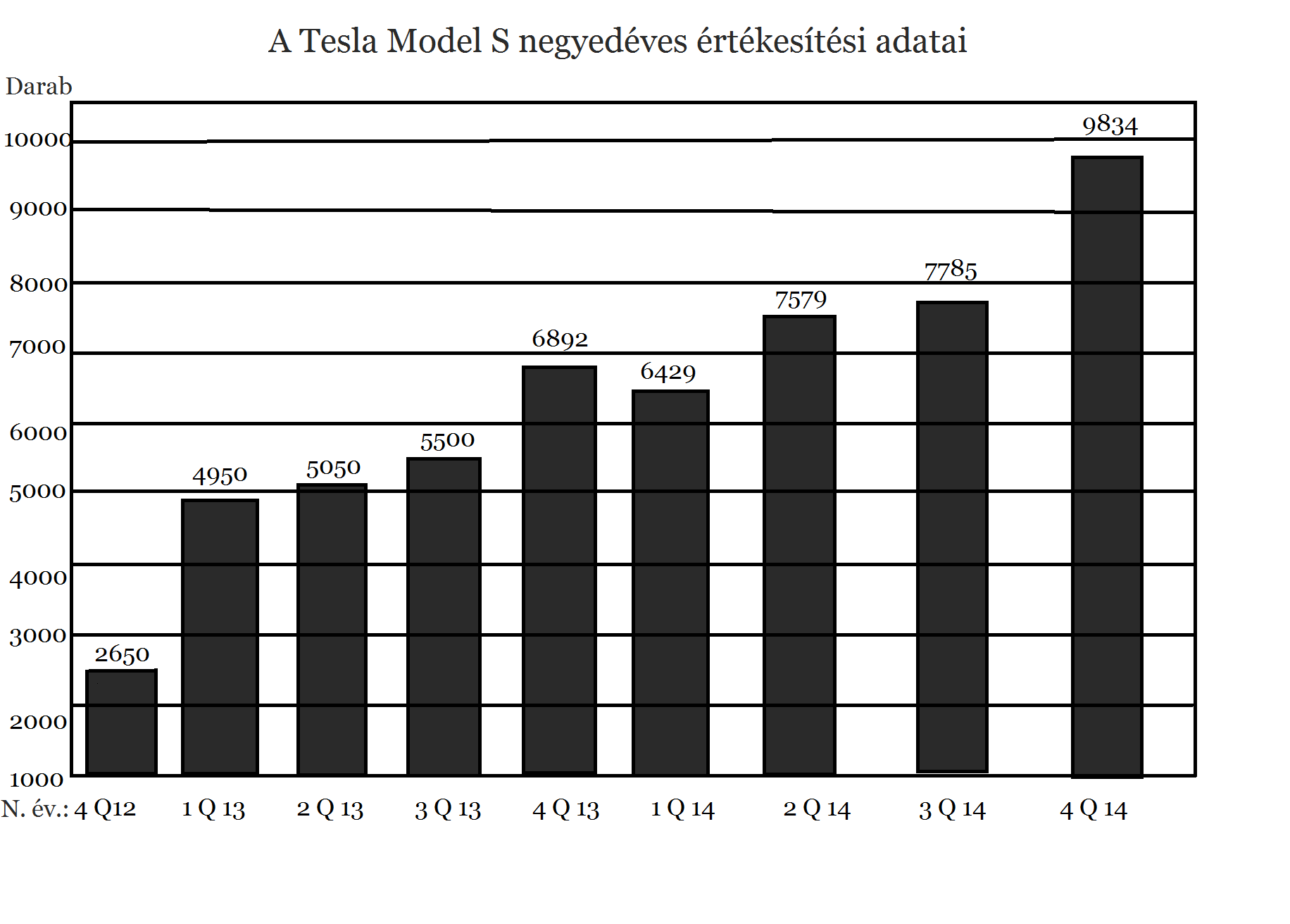
A Tesla Model S negyedéves értékesítési adatai 2013 és 2014 között

## Model S Európában
A Model S típusok Magyarországon is bárki számára elérhetőek, a Tesla széles kínálatából akár a Long Range és a Performance kiviteleket is meg lehet vásárolni. A Long Range verziók a WLTP mérési rendszer szerint 610 kilométeres hatótávra képesek, melyek kompromisszummentes elektromos autózást biztosítanak. Ezekről több teszt is készült már, melyek igazolták a megbízhatóságot.

## Biztonság
Az autó az amerikai közlekedésbiztonsági szervezet (NHTSA) töréstesztjén minden idők legjobb eredményét elérve maximális pontszámot kapott. A Tesla azzal magyarázta a kiugróan jó eredményt, hogy a motor hiánya miatt lehetővé vált egy kivételesen masszív karosszéria kialakítása.
Ugyanakkor 2013 második negyedévétől kezdve több Model S is kiégett, valószínűleg az autó alvázában elhelyezett akkumulátorok sérülése miatt.Az esetek negatív hatást gyakoroltak a cég részvényeire. Az amerikai hatóságoknak a tűzesetek kapcsán indult vizsgálata az autó gyártásával kapcsolatban mindent rendben talált.